# Gobernación de Luxor
Luxor (del árabe: محافظة الأقصر) es una gobernación de la República Árabe de Egipto localizada en el sur del valle del Nilo. Esta turística gobernación posee sólo 2960 kilómetros cuadrados de superficie.
La capital de la gobernación es la ciudad de Luxor. En la zona y sus alrededores se encuentran algunos de los más importantes lugares de interés arqueológico de Egipto.

## División administrativa
- Al-Qarnah
- Luxor
- Armant
- Isnā
- Shurṭah Ṭībah

## Demografía
En la Gobernación de Luxor viven unas 451.318 personas, según las cifras del censo realizado en 2006. La población se distribuye en sólo 2960 kilómetros cuadrados, por lo que la densidad poblacional de esta gobernación es de 422 habitantes por km².

## eslogan
El logotipo de Luxor representa una estatua de Tutankamón en una antigua canoa egipcia navegando por el río Nilo con un obelisco y rayos de sol en el fondo.

## Geografía
La superficie total de la gobernación es de 2.960 km², lo que representa el 0,24% de la superficie del país.